# Pelagonia

Pelagonia

Pelagonia (gr.: Πελαγονíα, Pelagonίa macedoński: Пелагонија, Pelagonija) – starożytna kraina i królestwo w górnej Macedonii na zachód od rzeki Erigon (ob. Čărna), zamieszkałe przez plemię Pelagonów, graniczące z Pajonią na północy, Dardanami na północnym zachodzie, z Linkos na południu oraz z Derriopią na wschodzie. Znajdowała na ważnym szlaku, późniejszej Via Egnatia, ciągnącym się do Apollonii i Epidamnos. Obecnie region geograficzny w południowo-zachodniej Macedonii Północnej, mający inne granice w porównaniu z czasami starożytnymi.
Pelagonowie mieli swego króla i lokalną dynastię oraz mówili zachodnim dialektem języka greckiego, mianowicie molosskim. W początkowym okresie Pelagonia była politycznie związana z epirockim plemieniem Molossów, dzięki czemu mogła korzystać z ich zimowych pastwisk nadmorskich nizin Epiru. Z tego powodu Hekatajos określił Pelagonów jako plemię Molossów. Pelagonia razem z Elimeją, Tymfają, Orestis, Linkos, Eordają i Derriopią tworzyła starożytną górną (tj. górzystą) Macedonię. Derriopia czasowo należała do Linkos, a niekiedy do Pelagonii. Z tego powodu osiedla miejskie (Bryanion, Styberra), założone pod koniec VI w. p.n.e. i leżące na skraju równiny nad rzeką Erigon (ob. Čărna), wchodziły w skład Pelagonii.
Pelagonia została wspomniana na zachowanej fragmentarycznie inskrypcji z ok. r. 415 p.n.e., znalezionej w Atenach, zawierającej tekst traktatu zawartego między trzema stronami: Atenami, Perdikkasem II Macedońskim z sojusznikami oraz Arrabajosem I z sojusznikami. W tym traktacie Ateny uznały całkowitą niezależność króla Arrabajosa I z Linkos i jego sojuszników (Pelagonowie i Derriopowie). Król Pelagonii, jako sojusznik, wspierał swą jazdą króla Linkos. Rodzima dynastia rządziła Pelagonią do czasu panowania Filipa II, króla Macedonii. Ten po 358 r., po zwycięstwie nad królem Dardanów Bardylisem I, rozpoczął realizować politykę podbojów. Wówczas wcielił do swego państwa krainy górnej Macedonii, w tym Pelagonię. Pelagonowie otrzymali takie same prawa, jakie mieli Macedończycy. W r. 183 p.n.e. Filip V założył koło granicy iliryjskiej Pelagonii nowe miasto Persejdę, na cześć swego syna Perseusza. W czasach rzymskich ośrodek Pelagonii stanowił siedzibę jednej z czterech prowincji macedońskich.
Obecnie Pelagonia jest równiną podzieloną między Republiką Macedonii i Grecją. Leżące na południu miasta Bitola i Prilep znajdują się na terenie Macedonii, a leżące na północnym zachodzie miasto Florina w Grecji.